# ألبار جيجينيز
ألبار جيجينيز (بالمجرية: Jegenyés Alpár)‏ (من مواليد 31 يوليو 1958 في بيتش ) هو لاعب كرة يد مجري سابق شارك في دورة الألعاب الأولمبية الصيفية لعام 1980 . 
في عام 1980 كان جزءًا من الفريق المجري الذي احتل المركز الرابع في البطولة الأولمبية.  لعب ثلاث مباريات.

## روابط خارجية
- ألبار جيجينيز على موقع أوليمبيديا (الإنجليزية)